# Misumena pallescens
Misumena pallescens là một loài nhện trong họ Thomisidae.
Loài này thuộc chi Misumena. Misumena pallescens được Lodovico di Caporiacco miêu tả năm 1949.